# Pseudo-autunite
La pseudo-autunite è un minerale scoperto nel nord della Carelia, Russia, ma non è stata accettata come specie dall'IMA. Non farebbe comunque parte né del gruppo dell'autunite né di quello della meta-autunite.

## Morfologia
La psuedo-autunite si presenta sotto forma di piccole scaglie e di croste polverulente formate da piccoli cristalli esagonali piatti concresciuti con una sfaldatura micacea.

## Origine e giacitura
La pseudo-autinite è stata rinvenuta nelle fessurazioni e nelle cavità formatesi in venature di albite associata a pirocloro, calcite e a solfuri limonitizzati.